# Margečan
Margečan is een plaats in de gemeente Ivanec in de Kroatische provincie Varaždin. De plaats telt 405 inwoners (2001).